# Ingineria calculatoarelor

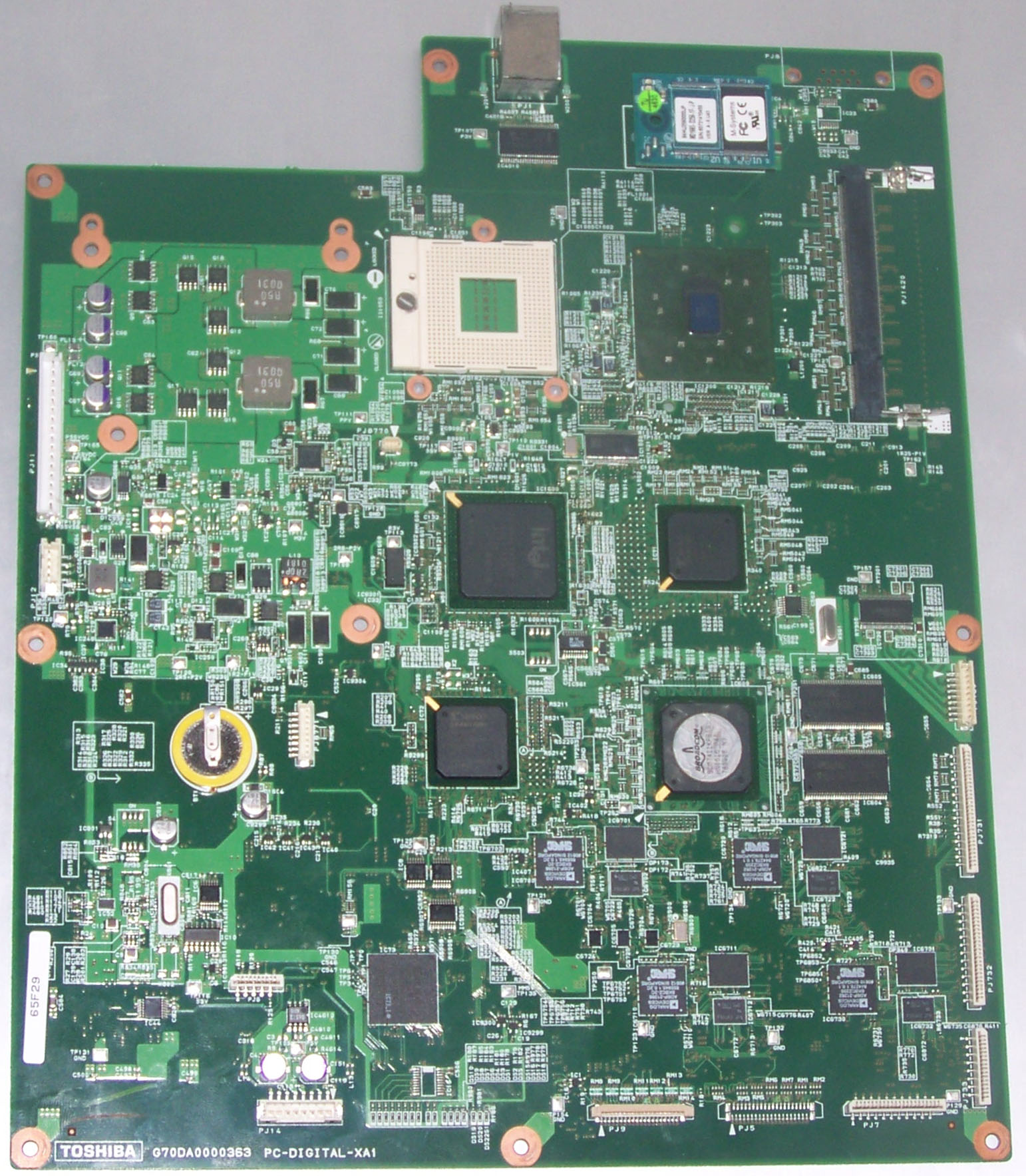
Placa de bază folosită într-un DVD player HD, rezultat al ingineriei calculatoarelor

Ingineria calculatoarelor este un domeniu interdisciplinar care integrează cunoștințe de informatică și inginerie electronică necesare pentru a dezvolta hardware-ul și software-ul calculatoarelor.
Inginerii de calculatoare, de obicei, au o pregătire în ingineria electronică și designul de software. Inginerii de calculatoare sunt implicați în mai multe activități de dezvoltare, actualizare și întreținere a hardware-ului și software-ului, ca proiectarea de microcontrolere, microprocesoare, calculatoare personale, supercomputere, precum și designul circuitelor⁠(en)[traduceți]. Acest domeniu de inginerie se concentrează nu numai pe modul în care funcționează sistemele informatice, ci și pe modul în care se integrează acestea în cadrul de ansamblu al utilizării lor în diverse domenii tehnice.
De obicei, sarcinile inginerilor din acest domeniu includ scrierea de software și firmware pentru sistemul încorporat al microcontrolerelor, precum și proiectarea chipset-urilor, senzorilor, circuitelor imprimate și a unor componente ale sistemelor de operare. De asemenea, ingineria calculatoarelor mai este implicată în robotică, îndeosebi pentru componentele care se bazează foarte mult pe utilizarea sistemelor digitale de control și monitorizare a sistemelor electrice (motoare electrice, comunicații online și senzori).
În multe instituții de învățământ superior, studenții de la ingineria calculatoarelor pot să își aleagă continuarea studiilor aprofundate după absolvirea ultimului an, prin masterate și doctorate. Alte universități pot solicita studenților să urmeze în prealabil unul sau doi ani de cursuri de inginerie generală, înainte de a se înscrie la cursurile de ingineria calculatoarelor .